# Конате, Исмаэль
Исмаэль Конате (итал. Ismael Konate; род. 29 марта 2006) — итальянский футболист, нападающий клуба «Эмполи» и сборной Италии до 20 лет.

## Клубная карьера
Выступал за молодёжные команды «Милана», «Лекко» и «Кальяри». В августе 2024 года стла игроком молодёжки «Эмполи». За основную команду дебютировал 24 сентября в матче Кубка Италии с «Торино». Сыграл за команду в чемпионате Италии 20 октября в матче с «Наполи», заменив Лоренцо Коломбо.

## Карьера в сборной
Играл за сборную Италии до 20 лет.